# قضية خطف جيمي كلوس
قالب:شرح مختصر

حدث «اختطاف جايمي كلوس» في الساعات الأولى من صباح يوم الاثنين 15 أكتوبر 2018، في بارون ، ويسكونسن. اختُطفت جايمي لين كلوس، البالغة من العمر ثلاثة عشر عاماً، من منزل عائلتها حوالي الساعة الواحدة صباحاً على يد أحد المهاجمين الذي اقتحم المنزل وقام بإطلاق النار على والدها ووالدتها وأرداهما قتلى.
```
ثم أخذ كلوس إلى منزل بعيدا في 
غوردن ، ويسكونسن
 
[
4
]
[
5
]
 واحتجزت في الأسر لمدة 88 يومًا حتى هربت وركضت طلبًا للمساعدة.
[
6
]
[
5
]
 واعتُقل المشتبه به هو جيك توماس باترسون وأخبر الشرطة أنه خطفَ كلوس وقتلَ والديها.
[
7
]
[
8
]
[
9
]
 وقد تم اتهامه بتهمتين 
القتل العمد من الدرجة الأولى
 والاخرى 
الاختطاف
.
```

## القتل والاختطاف
في يوم الاثنين أكتوبر 2018, في حوالي الساعة 1:00 صباحاً، تم إجراء مكالمة 911 من منزل عائلة كلوس باستخدام الهاتف الخلوي الخاص بدينيز كلوس في حين المتصل لم يتحدث مع الشرطة، وتم سماع صراخ قبل ان يتم فصل الاتصال الهاتفي.
عندها قامت الشرطة بمعاودة الاتصال فظهر لهم بريد صوتي لدينيز كلوس ولدى وصول الشرطة بعد اربع دقائق من المكالمة، رأت الشرطة انه تم إطلاق النار على الباب الامامي وعثر على جثة جيمس كلوس 56 عاماً ودينيز كلوس 46 عاماً متأثريين بأعيرة نارية.
وقد سجلت الشرطة ابنتهم جيمي كلوس 13 عاماً في عداد المفقودين، وفي اثناء ذلك كان كلب العائلة لا يزتل في المنزل عندما وصل الضابط، حيث اعتقدت الشرطة ان جيمي كانت في المنزل وقت الهجوم، وبناء على تفاصيل المكالمة التي أجريت مع 911 والأدلة في المنزل ولم يتم العثور على أي بندقية بعد تفتيش المنزل، لم يكن لدى الشرطة أي مشتبه بهوأكد الجيران انهم سمعوا صوت طلقيين ناريين من منزل كلوس لكنهم اعتبروا الموضوع طبيعياً وذلك بسبب موسم الصيد الذي كان حولهم لذلك لم يتصلوا بالرقم 911.

## البحث عن الطفلة المفقودة
بدأت الشرطة تحرياتها فيما يخص القضية وتلقت أكثر من 2000 خبر في القضية وقاموا بمراجعتها جميعاً وركز الباحثون الجنائيون اولاً على جانبي الطريق القريب من المنزل وفي 23 اوكتوبر 2018 امضى المتطوعون اليوم كله في البحث عن المفقودة البالغة من العمر 13 عاماً فقط ولم تفلح جهودهم لذلك تم رصد مكافأة مالية وقدرها 25000 دولار اميريكي لمن يُدلي بمعلومات توصل الشرطة إلى مكان كلوس في تاريخ 24 أكتوبر، تضاعف المبلغ المرصود إلى 50000 دولار اميريكي في تاريخ 26 أكتوبر.
وفي 30 أكتوبر، وكان يوم جنازتي جيمس ودينيس كلوس، تم القاء القبض من قبل رجال من ولاية ويسكونسن على شاب يبلغ من العمر 32 عاماً واعترف بقذف منزل كلوس ووجهت اليه تهمة السطو ولكن لم توجه اليه أي صلة بهجوم 15 اوكتوبر على الاسرة.

## الهروب
بعد ظهر يوم 10 يناير عام 2019, هربت جيمي كلوس من منزل كانت مُحتجزة به لمدة 88 يوماً في جنوب اير كلير آكريس في جوردون في ويسكونسن، وركضت طالبة المساعدة، فشاهدتها امرأة من المنطقة كانت تسير مع كلبها.
تعرّفت عليها المرأة من خلال التقارير الاخبارية واخذتها على الفور إلى منزل الجيران وقامت بالاتصال بالشرطة، وبينما كانو ينتظرون قدوم الشرطة، اخبرت كلوس 13 عاماً النساء ان «جيك باترسون» قتل والديها وخطفها ووضعها في بيت من بيوت المنطقة، ووصف الجيران كلوس بانها كانت هادئة جداً ومذهولة وفوجئت بأنهم تعرفوا عليها من التقارير الاخبارية.
وصلت الشرطة إلى المنزل حوالي الساعة 4:45 عصراً وقرروا إخراج كلوس من المنطقة من اجل سلامتها.

## القبض على المشتبه به
في حين خروج الشرطة بالفتاة خارج البلدة، لفت نظرهم سيارة حمراء وعندما تم فحص لوحاتها، تبين انها مسجلة لامرأة تحمل الاسم الاخير«باترسون» وعندما أوقفوا السيارة وطلبو من السائق الترجل منها وطلبوا اثبات شخصية، تبين ان الرجل اسمه جاك باتيرسون وفي حينها قال «لقد فعلت ذلك»

## تفاعل محلي وعالمي
وصفت إليزابيت سمارت، المدافعة عن سلامة الأطفال وخطفها، وصفت كلوس بأنها بطلة حيث علقت قائلة " يا لها من شجاعة وقوية وقوية وقوية ! بغض النظر عما يمكن ان يتكشف في قصتها، دعونا نحاول ان نتذكر ان هذه الفتاة قد نجت وأيا كانت التفاصيل الأخرى التي قد تبرز، اهمها بالنسبة لنا انها بقية على قيد الحياة.